# Makhànovo
Makhànovo (en rus: Маханово) és un poble de l'óblast de Sverdlovsk, a Rússia, segons el cens del 2010 tenia 45 habitants.